# Georg Pauly (Politiker)
Georg Pauly (* 11. März 1928 in Friedrichsfeld, Kreis Dinslaken; † 14. Oktober 2004) war ein deutscher Politiker der SPD.

## Ausbildung und Beruf
Georg Pauly durchlief die Volks- und Berufsschule und machte eine Lehre als Schlosser mit anschließender Facharbeiterprüfung. Er absolvierte eine Abendfachschule sowie die Sozialakademie. Auch belegte er Refakurse. Pauly arbeitete als Vorzeichner, Meister und Abteilungsleiter.

## Politik
Georg Pauly war ab Januar 1946 Mitglied der SPD. Schon 1945 wurde er IG Metall-Mitglied. Er fungierte als Distrikts- und Ortsvereinsvorsitzender und stellvertretender Unterbezirksvorsitzender. Weitere seiner Funktionen waren Jugendobmann, Betriebsratsvorsitzender und bis 1956 Arbeitsrichter.
Von 1960 bis 1964 war er Gemeinderatsmitglied und auch stellvertretender Fraktionsvorsitzender. Von 1956 bis 1964 war er als Mitglied des Kreistages tätig. Pauly war Mitglied des Landespolizeibeirates und ab 1960 Mitglied der Musterungskammer.
Georg Pauly war vom 25. Juli 1966 bis zum 27. Mai 1975 direkt gewähltes Mitglied des 6. und 7. Landtages von Nordrhein-Westfalen für den Wahlkreis 079 Dinslaken.